# Suminokura Ryōi

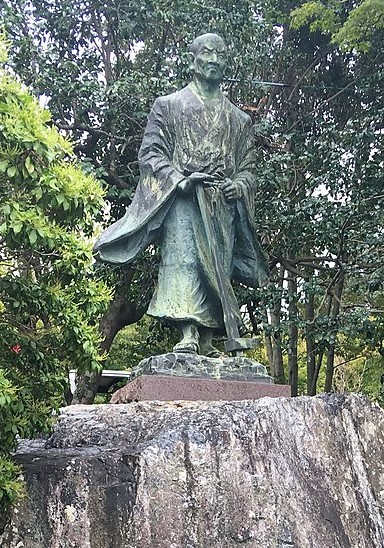
Suminokura Ryōi

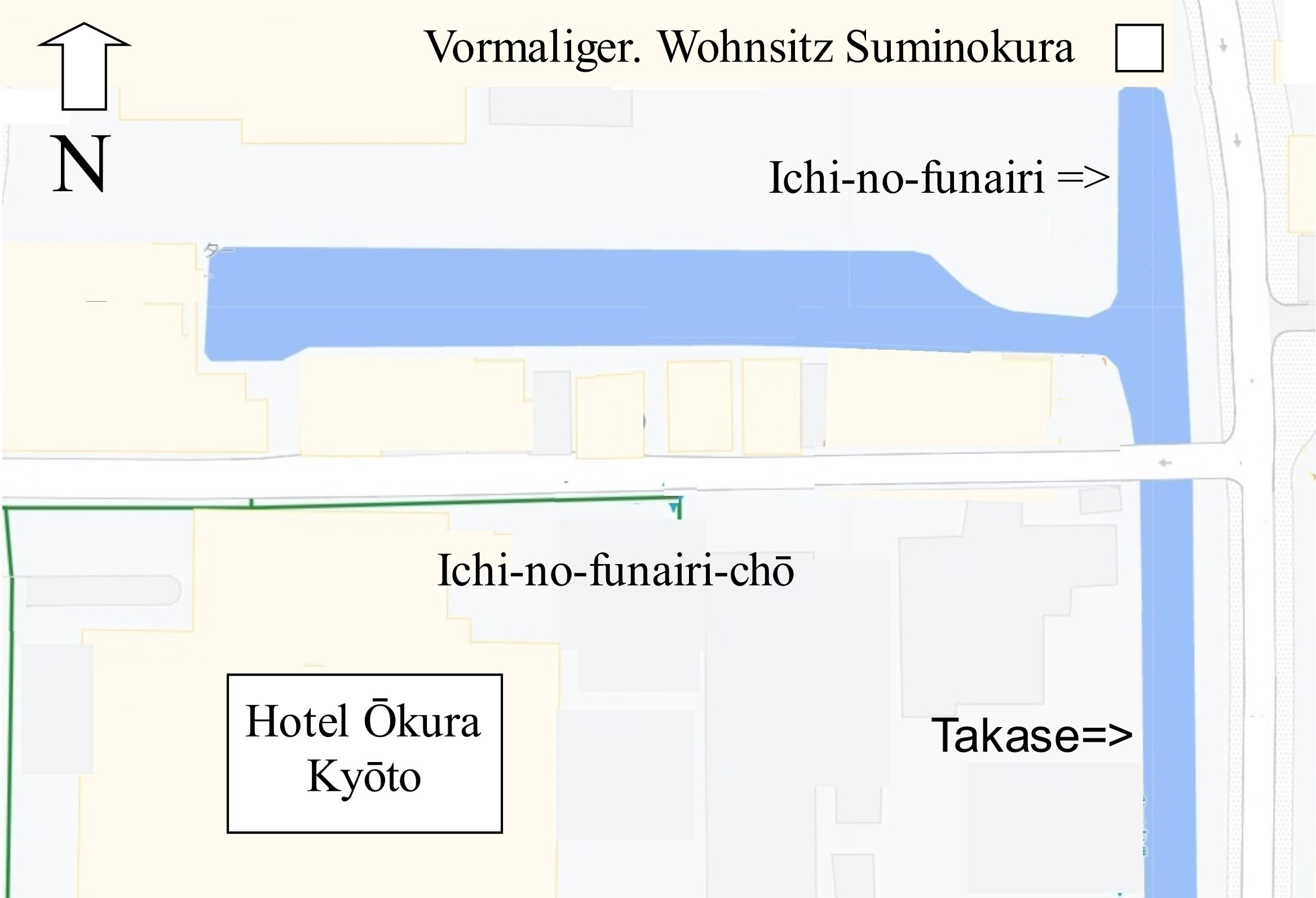
Beginn des Takase in Kyōto

Suminokura Ryōi (japanisch 角倉 了以; geboren 1554 in Kyōto (Provinz Yamashiro); gestorben 12. Juli 1614 ebenda) war ein reicher japanischer Unternehmer.

## Leben und Wirken
Suminokura Ryōi wurde als Yoshida Mitsuyoshi geboren, als Sohn einer Familie von Ärzten und Geldverleihern (土倉, Dosō), die in Saga tätig waren. Suminokura war der Name, den die Familie aus Geschäftsgründen angenommen hatte. Sein Vater, Sōkei (吉田 宗桂; 1512–1572), war auch als Arzt berühmt und beteiligte sich am Geldhandel und verkaufte Medikamente.
Im Jahr 1590 erhielt Ryōi vom Machthaber im Lande Toyotomi Hideyoshi eine offizielle Lizenz (Shuinjō) für ein Engagement im Überseehandel. Und so begann er einen Handel mit Annam und Tonkin, beide heute Teil von Vietnam. Ab etwa 1600 trat er dann mit Tokugawa Ieyasu in Verbindung. Seine Schiffe, „Suminokura-sen“ (角倉船) genannt, brachten hohe Profite für Ryōi und seinen Sohn Soan (1571–1632) ein. 1609 wurde Ryōi auf dem Heimweg in einen Schiffbruch verwickelt und nach Verlusten übergab er der Handel an seinen Sohn, bis dann der Überseehandel durch die Erlasse zur Landesabschließung (Sakoku) beendet wurde.
Ryōi hatte das wissenschaftliche Talent seines Vaters geerbt. Er war gut in Mathematik und Geographie bewandert und verfügte über fortgeschrittene Fähigkeiten im Bauingenieurwesen. So befasste er sich in Kyōto mit der Schiffbarmachung der Flüsse Ōigawa (大堰川), Fujikawa (富士川), Kamogawa (鴨川) und Takasegawa (高瀬川). Im Jahr 1604 wurde der Transportweg auf dem Ōi-Fluss eröffnet, da der Transport von Reis und Holz aus der Provinz Tamba nach Kyōto durch Menschen und Pferde mühsam war. Dann erwog das Shogunat, die Verteilung von Gütern durch den Flusstransport durch flachgehende Boote, die „Takasebune“ (高瀬船), freizugeben. Nachdem Ryōi die Erlaubnis erhalten hatte, ergriff er die Initiative zur Fertigstellung und führte von 1605 bis 1606 die Ausgrabungsarbeiten durch. Er erhielt ein Patent für die Erhebung der Flussschifffahrtsgebühr und der Lagergebühr, die zum Einkommen der Suminokura wurden. Anschließend ordnete das Shogunat den Bau eines Kanals entlang des Fuji-Flusses an. Der Bau konnte im folgenden Jahr abgeschlossen werden.
1607 wurde Ryōi befohlen, den Tenryū-Fluss (天竜川) schiffbar zu machen, aber das war ein schwieriges Projekt und hatte keinen Erfolg. Im Jahr 1611 plante er einen Kanal von Nijō in Kyōto nach Fushimi und vollendete die Öffnung des Takase-Kanals. Die schwierigen Bedingungen, um ihn mit dem Yodo-Fluss zu verbinden, überwand er auf eigene Kosten. So konnte Kyōto mit Bauholz, Lebensmitteln und Holzkohle gut versorgt werden. Das Shogunat erhob Zölle auf dem Takase-Fluss, teilte sie aber mit Ryōi. Die Suminokura kontrollierten dann über Generationen hinweg den Flussverkehr entlang des Yodogawa und des Takase-Kanals.
Ryōi starb kurz nach der Fertigstellung des Takase-Kanals an einer Krankheit. Bestattet wurde er im Tempel Nison-in (二尊院) in Saga.